# Lörmecke
Die Lörmecke ist ein 12,5 km langer, südwestlicher und orografisch linksseitiger Zufluss der Glenne im Naturpark Arnsberger Wald in den beiden nordrhein-westfälischen Kreisen Soest und Hochsauerland (HSK).

## Name
In schriftlichen Aufzeichnungen aus dem Jahr 1500 wird das Gewässer Lörbecke genannt. Das Bestimmungswort ist unsicher zu deuten.

## Verlauf
Die Lörmecke entspringt im Warsteiner Wald, dem Ostteil des Naturparks Arnsberger Wald. Ihre Quelle liegt etwa 500 m ostnordöstlich der höchsten Erhebung dieses Naturparks bzw. der höchsten Stelle des zu Warstein gehörenden Stadtgebiets zwischen Warstein im Norden und Bestwig im Südosten bzw. nördlich von Meschede-Eversberg.
Die Lörmecke fließt zunächst Richtung Ost-Südost. Nach 800 m mündet ein etwa gleich großer Bach bei der Furt (489 m ü. NN) des ehemaligen Kriegerwegs, in die Lörmecke; auf den ersten 3,3 km bildet sie die Grenze der eingangs genannten Kreise. Im weiteren Verlauf fließt der Bach im Kreis Soest Richtung Nordosten, dabei hat sich die Lörmecke teilweise mehr als 100 m tief in das Gebirge eingeschnitten. Nach 5 km ändert sich die Hauptflussrichtung nach Norden. Nach Flusskilometer 6,5 km verlässt die Lörmecke den geschlossenen Wald und durchfließt den Warsteiner Massenkalk, mit den Besonderheiten der Höhle Hohler Stein und Lörmeckewasserwerk.
Nach rund 11 km Fließstrecke ist die Mündung der Lörmecke in den von Osten kommenden Möhne-Zufluss Glenne erreicht. Sie liegt rund 1,5 km nordöstlich des Ortskerns von Suttrop, einem Stadtteil Warsteins, an einer Brücke der Landesstraße „L 735“.

Die Lörmecke und Umgebung
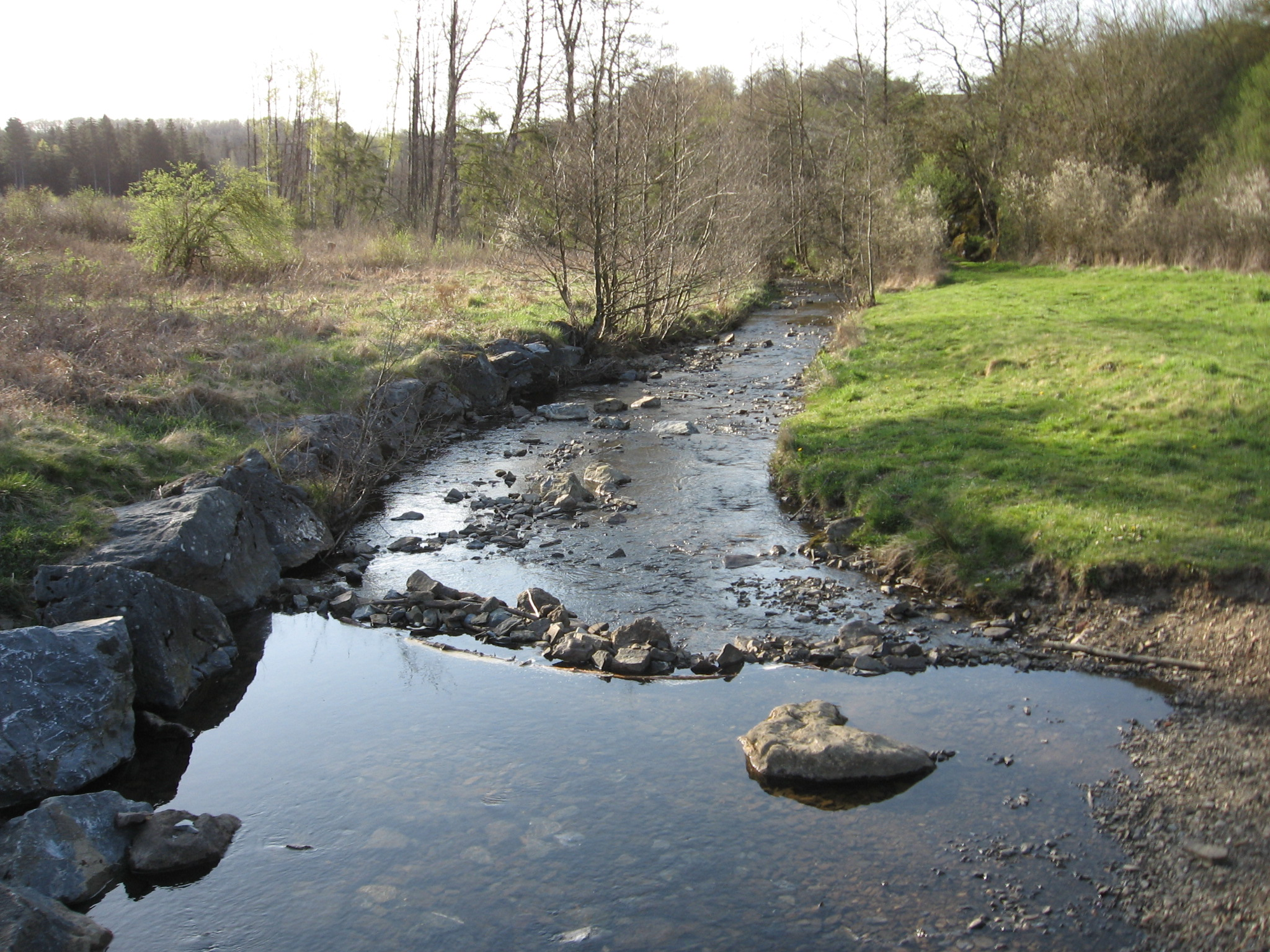
Lörmecke nördlich der Brücke auf Höhe der Höhle Hohler Stein
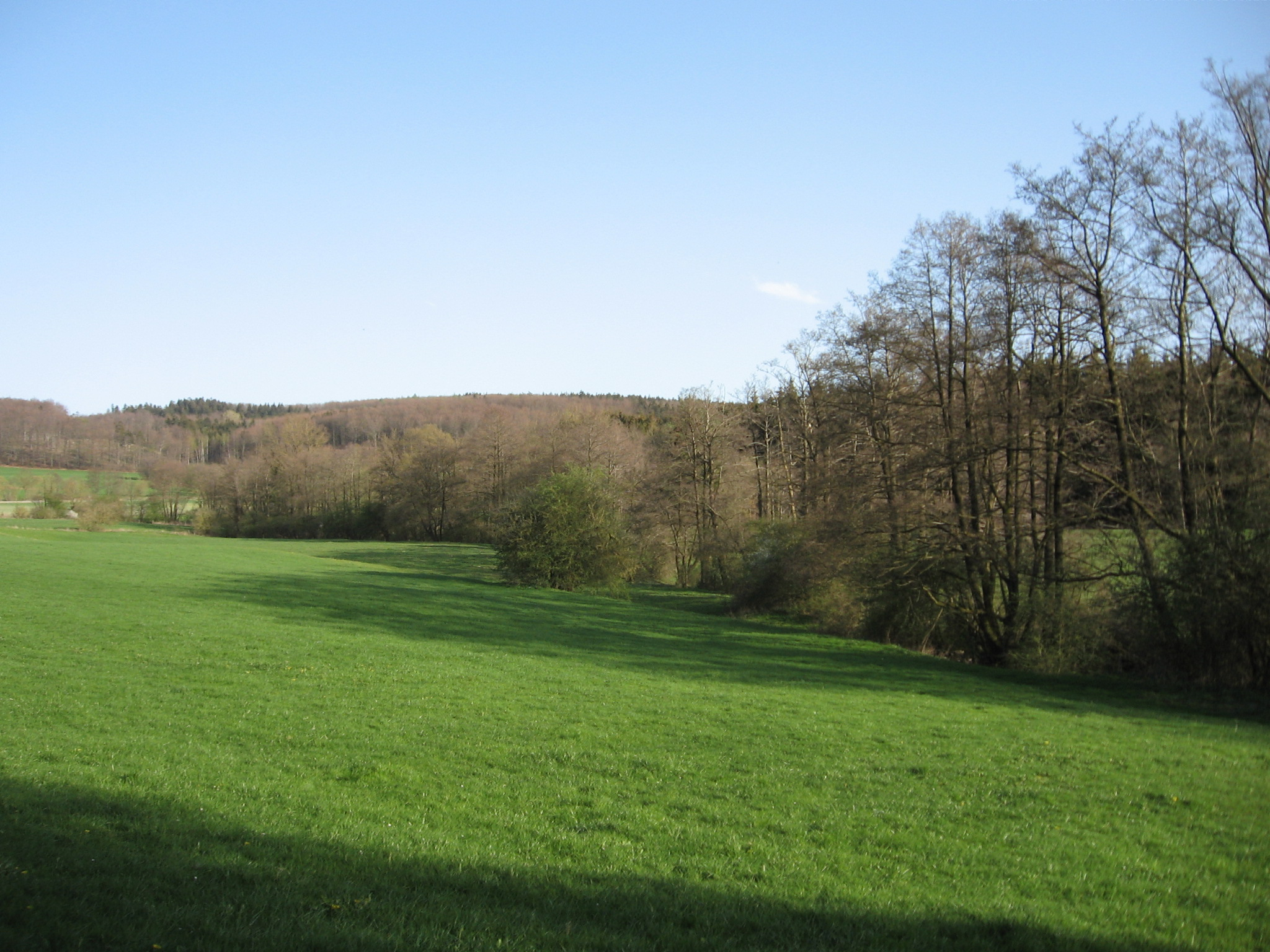
Lörmecketal südlich Hohler Stein
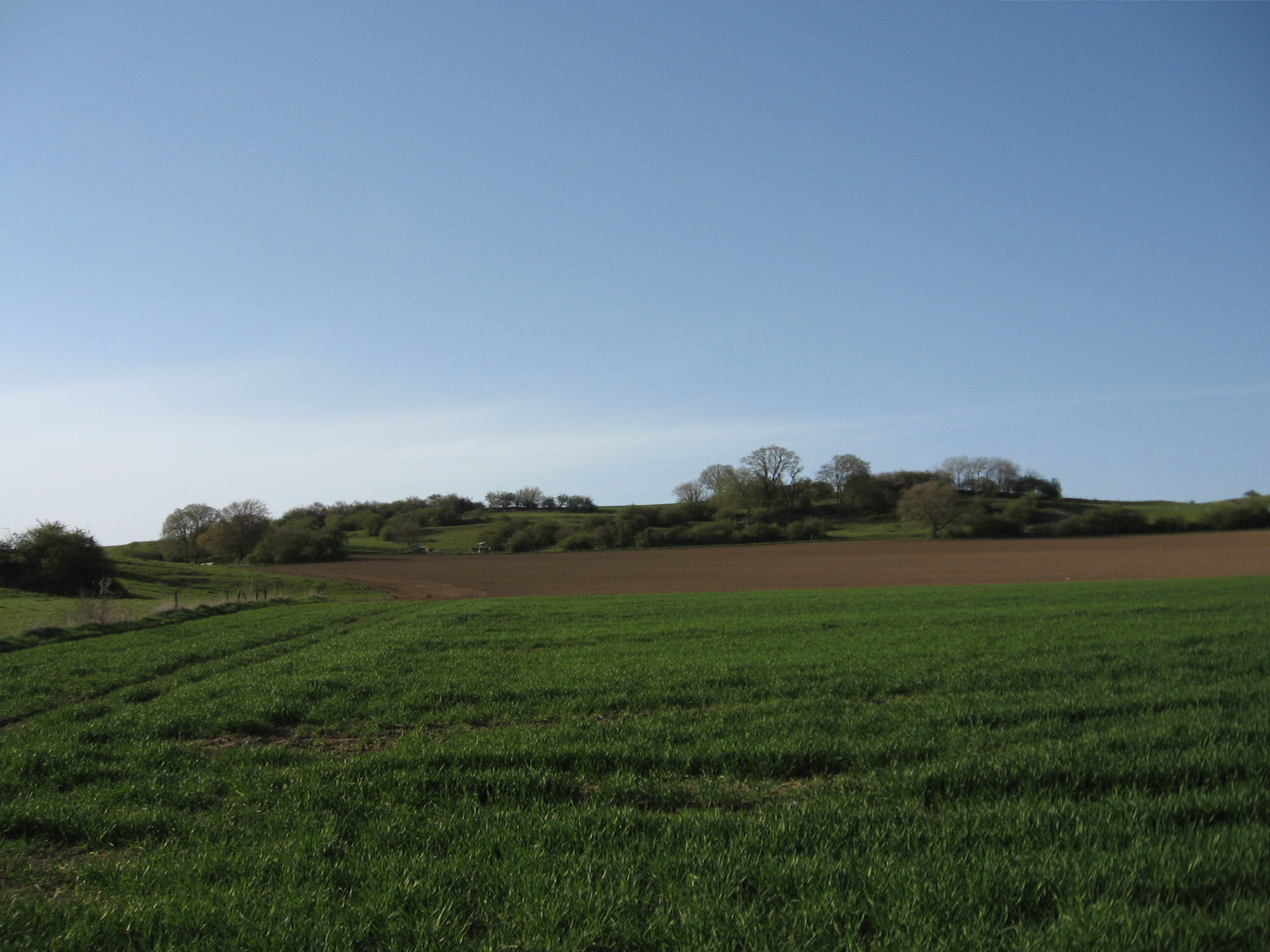
Teil des NSG Lörmecketal östlich Hohle Stein
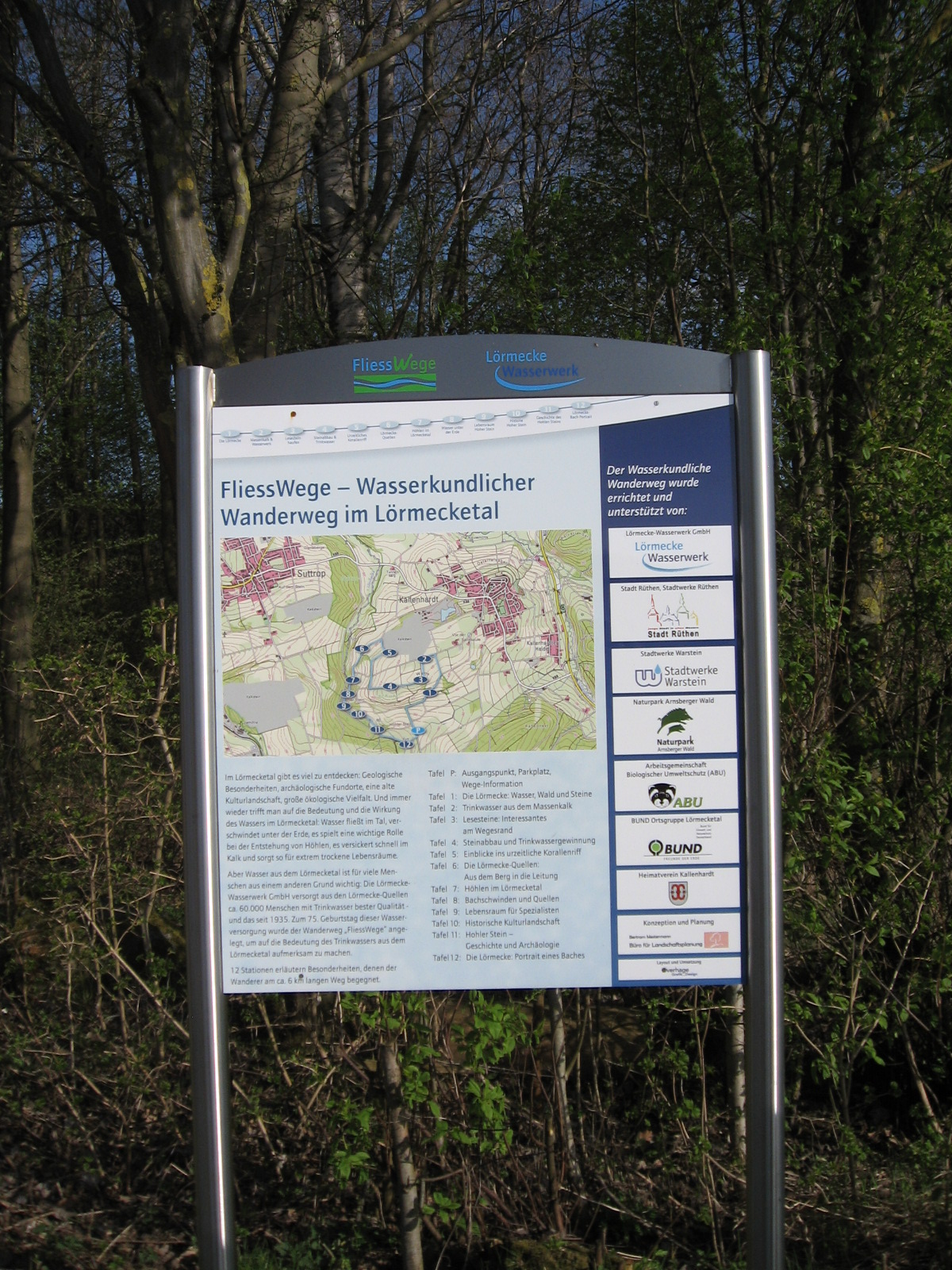
Schild des „FliessWege - Wasserkundlicher Wanderweg im Lörmecketal“

## Einzugsgebiet
Die Lörmecke hat ein 17,89 km² großes Einzugsgebiet.

## Schutzausweisungen
Der gesamte Flusslauf von der Quelle bis zur Einmündung ist gleichzeitig als FFH-Gebiet und Naturschutzgebiet (NSG) ausgewiesen. Dabei ist der gesamte Flusslauf im FFH-Gebiet Lörmecketal (DE-4516-301). Hingegen ist der Flusslauf in drei verschiedenen Naturschutzgebieten. Die Quelle und ein kleines Teils des Oberlauf ist im Stadtgebiet Meschede (HSK) als Naturschutzgebiet Lörmecketal (Meschede). Ein weiterer Teil des Oberlaufs der Lörmecke ist im Gemeindegebiet von Bestwig (HSK) als Naturschutzgebiet Lörmecketalsystem ausgewiesen. Im Kreis Soest befindet sich der Rest des Flusslaufs im Naturschutzgebiet Lörmecketal (Kreis Soest).

## Lörmecke-Turm

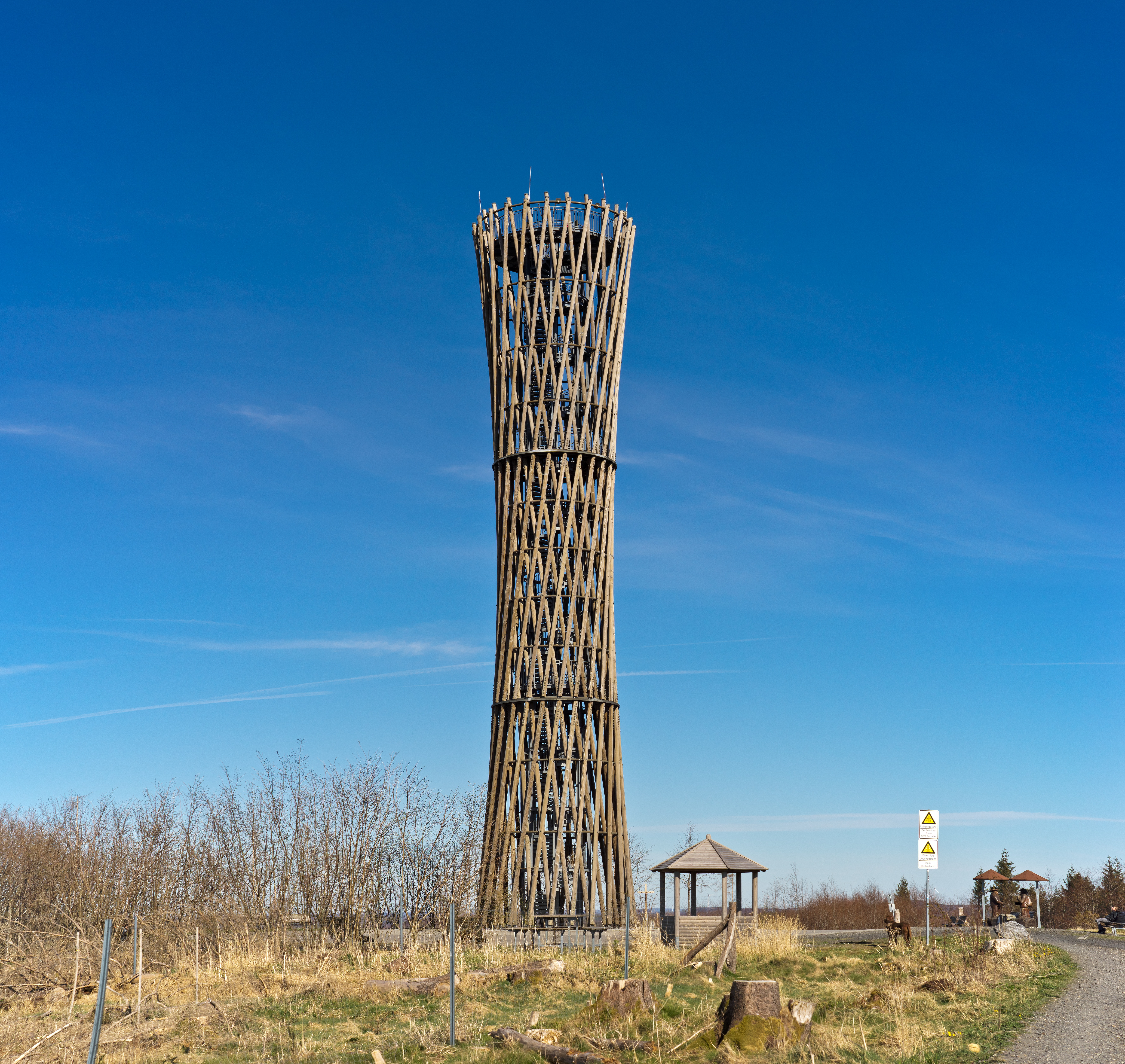
Der Lörmecke-Turm

Neben der waldreichen Landschaft des Naturparks Arnsberger Wald ist der westlich der Lörmecke-Quelle stehende Lörmecke-Turm als sehens- und besuchenswert zu nennen, der im Warsteiner Wald neben der höchsten Stelle Warsteins bzw. nahe der höchsten Stelle des Naturparks Arnsberger Wald als Aussichtsmöglichkeit im Sauerland dient.